# 瓦尔登翻转
瓦尔登翻转，即化学反应中，分子在手性中心发生的构型转换。这一现象最早是由德国化学家保罗·瓦尔登（Paul Walden）在1896年发现的。他发现，用五氯化磷在醚中处理(−)-苹果酸（4），可得(+)-氯代琥珀酸（1），后者用氢氧化银处理得到了(+)-苹果酸（2）。同样，(+)-苹果酸在用五氯化磷处理时，得到(−)-氯代琥珀酸（3），而用氢氧化银处理(−)-氯代琥珀酸，又可得回(−)-苹果酸。如下图所示。
也就是说瓦尔登发现了让苹果酸构型发生转化的方法。上述循环因此也称“瓦尔登循环”。
这一发现在当时是十分重大的发现。不过现在已经知道，在手性碳发生的亲核取代反应中，构型翻转的现象是十分普遍的。典型的 SN2 反应和光延反应都伴有瓦尔登翻转。它可以形象地与雨伞在大风作用下从里向外翻转的过程类比。